# Pentopetia ovalifolia
Pentopetia ovalifolia är en oleanderväxtart. Pentopetia ovalifolia ingår i släktet Pentopetia och familjen oleanderväxter.

## Underarter
Arten delas in i följande underarter:
- P. o. glabrata
- P. o. ovalifolia